# Усаево (Мензелинский район)
Уса́ево (тат. Усай) — деревня в Мензелинском районе Республики Татарстан, в составе Кузембетьевского сельского поселения.

## География
Село находится на реке Мензеля, в 20 км к юго-западу от районного центра, города Мензелинска.

## История
В окрестностях деревни выявлены археологические памятники: Усаевские селища I, II (болгарские памятники золотоордынского времени) и III (эпоха поздней бронзы).
Деревня основана не позднее 1755 года. До 1860-х годов жители относились к категориям башкир-вотчинников и тептярей. Основные занятия жителей в этот период – земледелие и скотоводство, были распространены плетение лаптей, валяльно-войлочный промысел, извоз, подёнщина.
В «Списке населенных мест по сведениям 1870 года», изданном в 1877 году, населённый пункт упомянут как деревня Усаева 5-го стана Мензелинского уезда Уфимской губернии. Располагалась при речке Мензеле, по левую сторону почтового тракта из Мензелинска в Елабугу, в 16 верстах от уездного города Мензелинска и в 16 верстах от становой квартиры в деревне Кузекеева (Кускеева). В деревне, в 65 дворах жили 391 человек (194 мужчины и 197 женщин, башкиры, тептяри), были мечеть, училище, водяная мельница. Жители занимались земледелием, скотоводством, валенным производством, плетением лаптей.
По сведениям начала XX века, в деревне действовали мечеть, бакалейная лавка, хлебозапасный магазин. В этот период земельный надел сельской общины составлял 634,2 десятины.
До 1920 года деревня входила в Мензелинскую волость Мензелинского уезда Уфимской губернии. С 1920 года в составе Мензелинского кантона ТАССР. С 10 августа 1930 года в Мензелинском районе.
В 1931 году в деревне организован колхоз «Алга».

## Население
| 1795 | 1816 | 1834 | 1859 | 1870 | 1884 | 1897 | 1906 | 1913 | 1920 | 1926 | 1938 | 1949 | 1958 | 1970 | 1979 | 1989 | 2002 | 2010 | 2017 |
| ---- | ---- | ---- | ---- | ---- | ---- | ---- | ---- | ---- | ---- | ---- | ---- | ---- | ---- | ---- | ---- | ---- | ---- | ---- | ---- |
| 52   | 65   | 106  | 318  | 391  | 424  | 585  | 608  | 717  | 776  | 757  | 629  | 520  | 427  | 397  | 281  | 172  | 207  | 168  | 173  |

Национальный состав села: татары.

## Экономика
Жители села занимаются полеводством, мясо-молочным скотоводством.

## Объекты культуры и медицины
В селе действуют библиотека, фельдшерско-акушерский пункт (с 2014 года).

## Религиозные объекты
Мечеть (с 2001 года).